# Julie Bossard
 (décembre 2021).
Si vous disposez d'ouvrages ou d'articles de référence ou si vous connaissez des sites web de qualité traitant du thème abordé ici, merci de compléter l'article en donnant les références utiles à sa vérifiabilité et en les liant à la section « Notes et références ».
Pour les articles homonymes, voir Bossard.
Julie Bossard est une athlète de l'équipe de France de voile olympique. Après plusieurs saisons en 470 elle est vite passée depuis 2006 en Match Racing. Grâce à l'arrivée de l'Elliott[Lequel ?] en support olympique, la licencière de Saint-Brieuc réalise sa première préparation olympique. 

## Palmarès

### Compétitions internationales
- 3e de la coupe de Troie en 2008 en Match Racing
- 3e de la XI International Women Match Race Criterium en 2009
- Vainqueur de la St Quay Women Match Racing en 2009